# Departamento de Quebrachos
Departamento de Quebrachos är en kommun i Argentina.   Den ligger i provinsen Santiago del Estero, i den centrala delen av landet, 800 km nordväst om huvudstaden Buenos Aires.
Trakten runt Departamento de Quebrachos består i huvudsak av gräsmarker. Runt Departamento de Quebrachos är det mycket glesbefolkat, med 3 invånare per kvadratkilometer.